# Vilamarín
Vilamarín (spanisch: Villamarín) ist ein Ort und eine Gemeinde im Nordwesten Spaniens mit 1.854 Einwohnern (Stand: 2024). Sie liegt in der Provinz Ourense, innerhalb der Autonomen Region Galicien.

## Lage
Vilamarín liegt etwa 14 Kilometer ostnordöstlich von Ourense in einer Höhe von ca. 505 m. Die Autovía A-56 endet derzeit am Nordrand der Gemeinde.

## Bevölkerungsentwicklung der Gemeinde
Legende: Villamarín___Vilamarín

Quelle: INE-Archiv – grafische Aufarbeitung für Wikipedia
Die kontinuierliche Bevölkerungsrückgang in der zweiten Hälfte des 20. Jahrhunderts ist im Wesentlichen auf die Mechanisierung der Landwirtschaft und den damit einhergehenden Verlust an Arbeitsplätzen zurückzuführen.

## Gemeindegliederung
Die Gemeinde Vilamarín ist in neun Parroquias gegliedert:
| Parroquias  | Patrozinium  | Einwohner 2024 | Fläche km² | Dichte Einw./km² | Höhe msnm | Ortskennzahl |
| ----------- | ------------ | -------------- | ---------- | ---------------- | --------- | ------------ |
| Boimorto    | Santa Baia   | 177            | 4,62       | 38               | 468       | 32087010000  |
| León        | Santa Baia   | 118            | 3,79       | 31               | 517       | 32087020000  |
| Orbán       | Santa María  | 140            | 5,69       | 25               | 541       | 32087030000  |
| Reádegos    | San Vicente  | 283            | 6,82       | 41               | 607       | 32087040000  |
| O Río       | San Salvador | 143            | 5,75       | 25               | 506       | 32087050000  |
| Sobreira    | San Xoán     | 209            | 4,67       | 45               | 418       | 32087060000  |
| Tamallancos | Santa María  | 272            | 4,49       | 61               | 446       | 32087070000  |
| Vilamarín   | Santiago     | 510            | 18,86      | 27               | 507       | 32087080000  |
| Viña        | San Román    | 14             | 1,40       | 10               | 0         | 32087090000  |

## Wirtschaft
| Ackerbau, Viehzucht und Fischerei                                                  | 046 | 07,19  |
| Industrie                                                                          | 088 | 013,75 |
| Bauwirtschaft                                                                      | 044 | 06,88  |
| Dienstleistungsbetriebe                                                            | 462 | 072,19 |
| Total                                                                              | 640 | 100,00 |
| * Daten aus dem Statistischen Amt für Wirtschaftliche Entwicklung in Galicien, IGE |     |        |

## Sehenswürdigkeiten
- Kirche Santa Baia in León
- Salvatorkirche in El Río
- Neue Marienkirche in Tamallancos
- Alte Marienkirche in Tamallancos
- Jakobuskirche in Vilamarín
- Rathaus

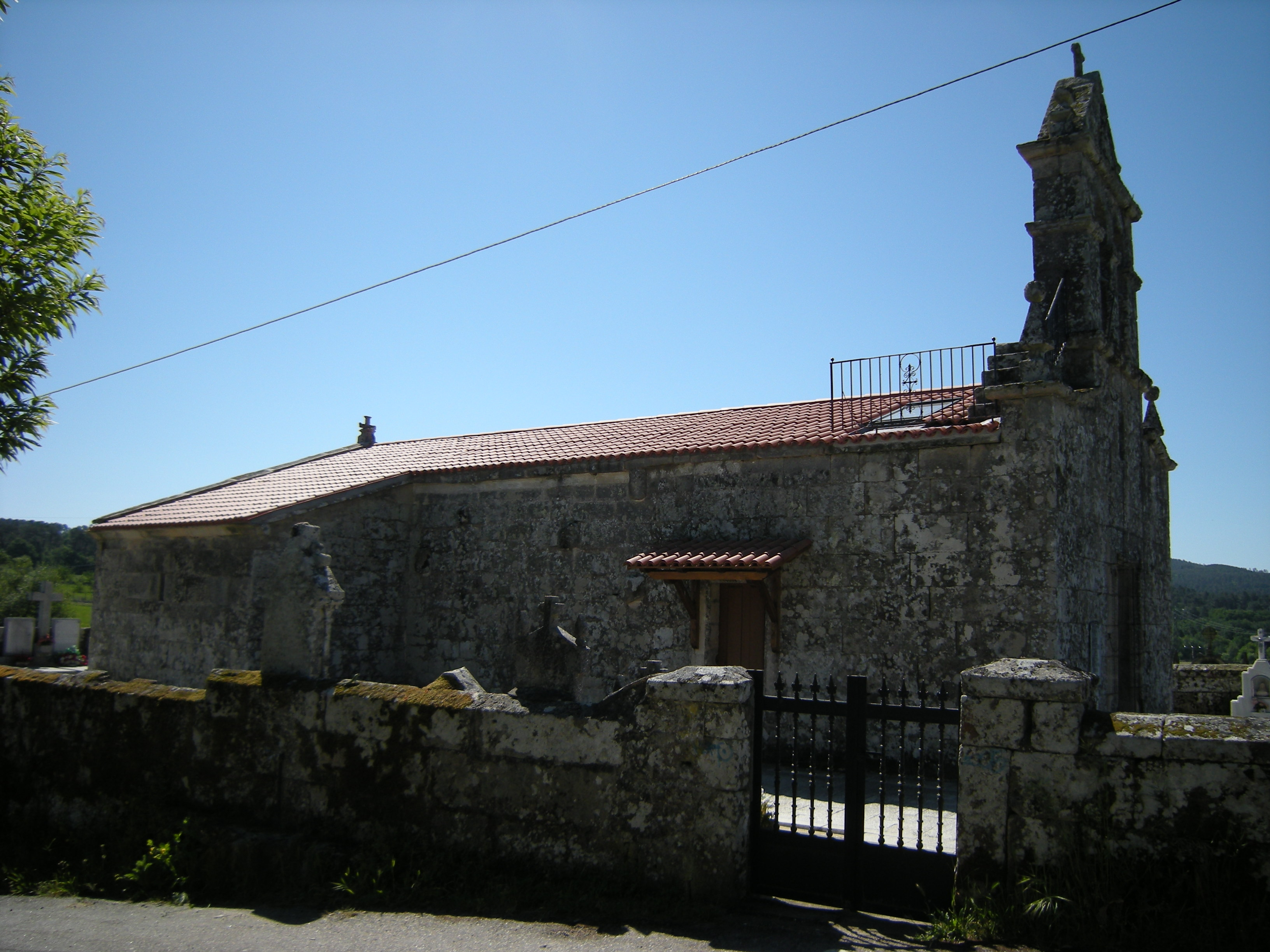
Kirche Santa Baja
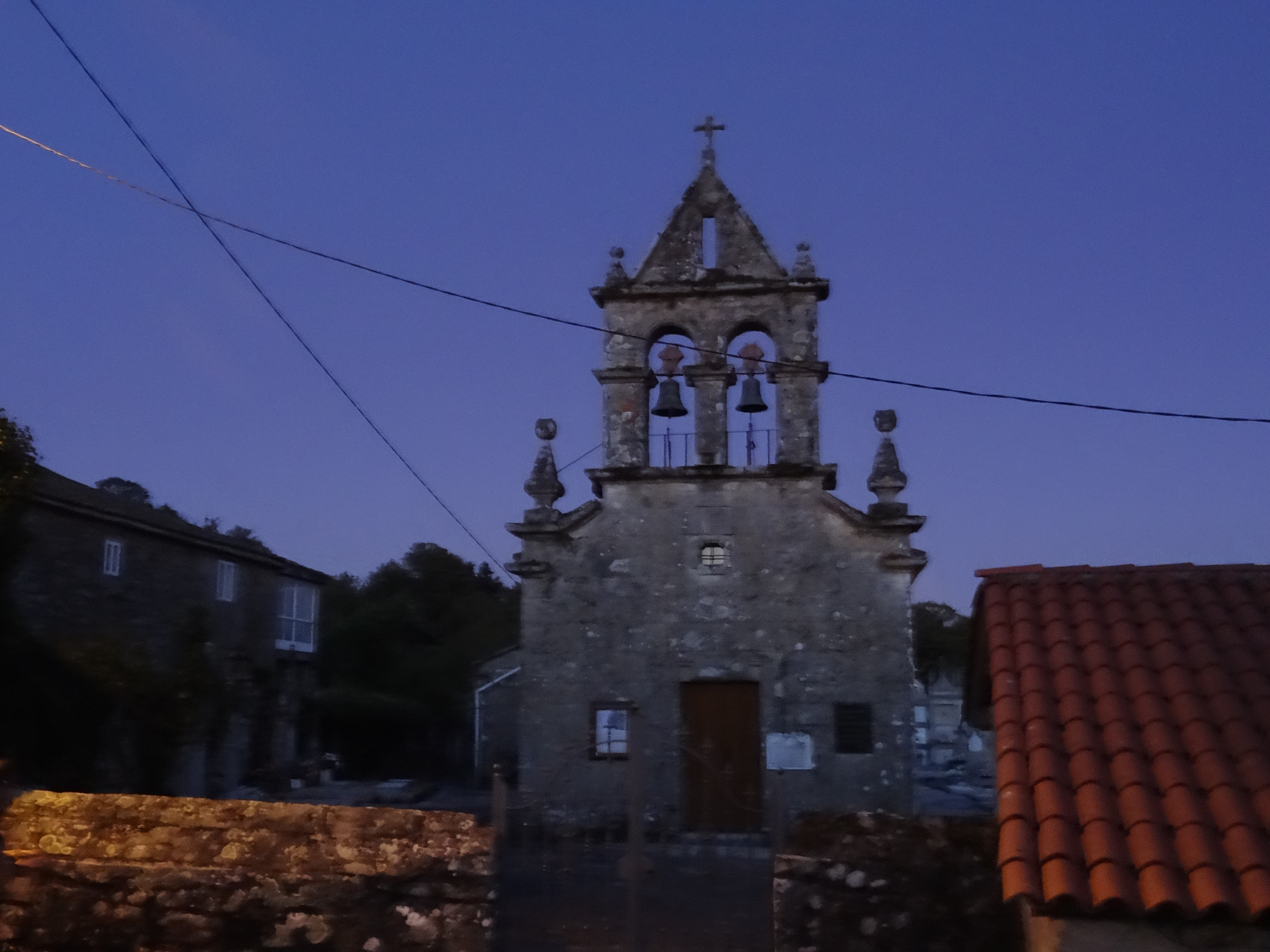
Salvatorkirche
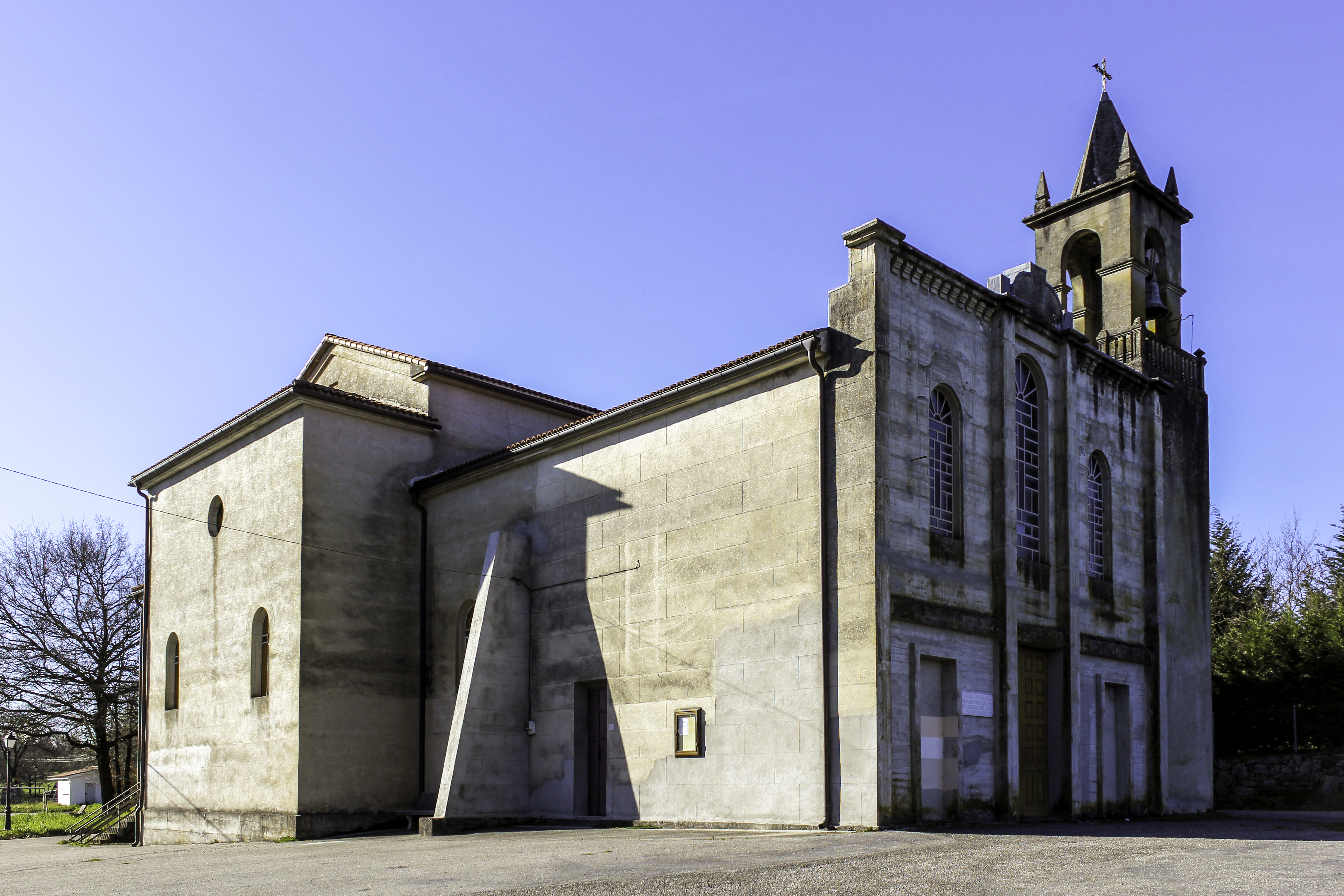
Neue Marienkirche
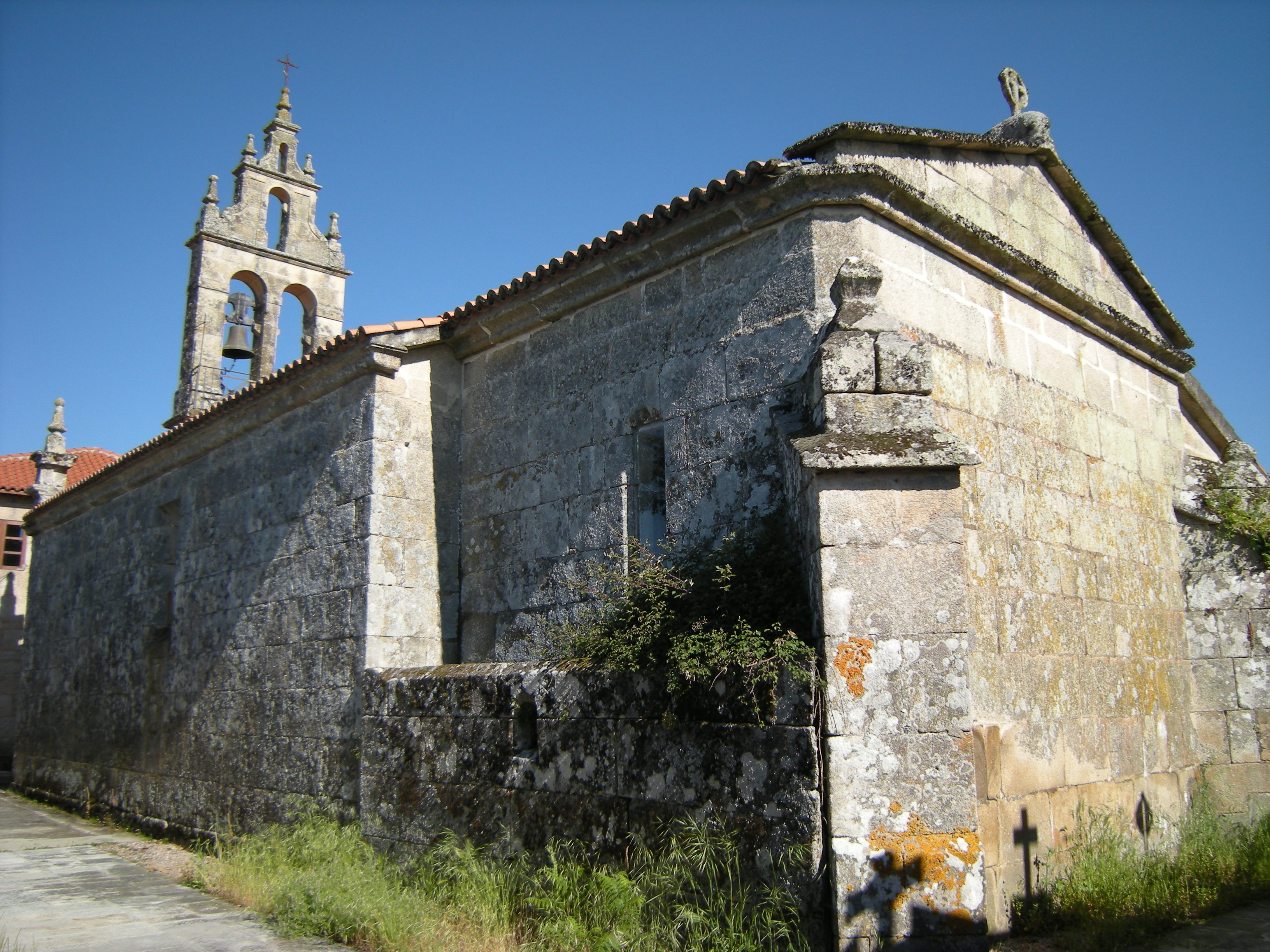
Alte Marienkirche
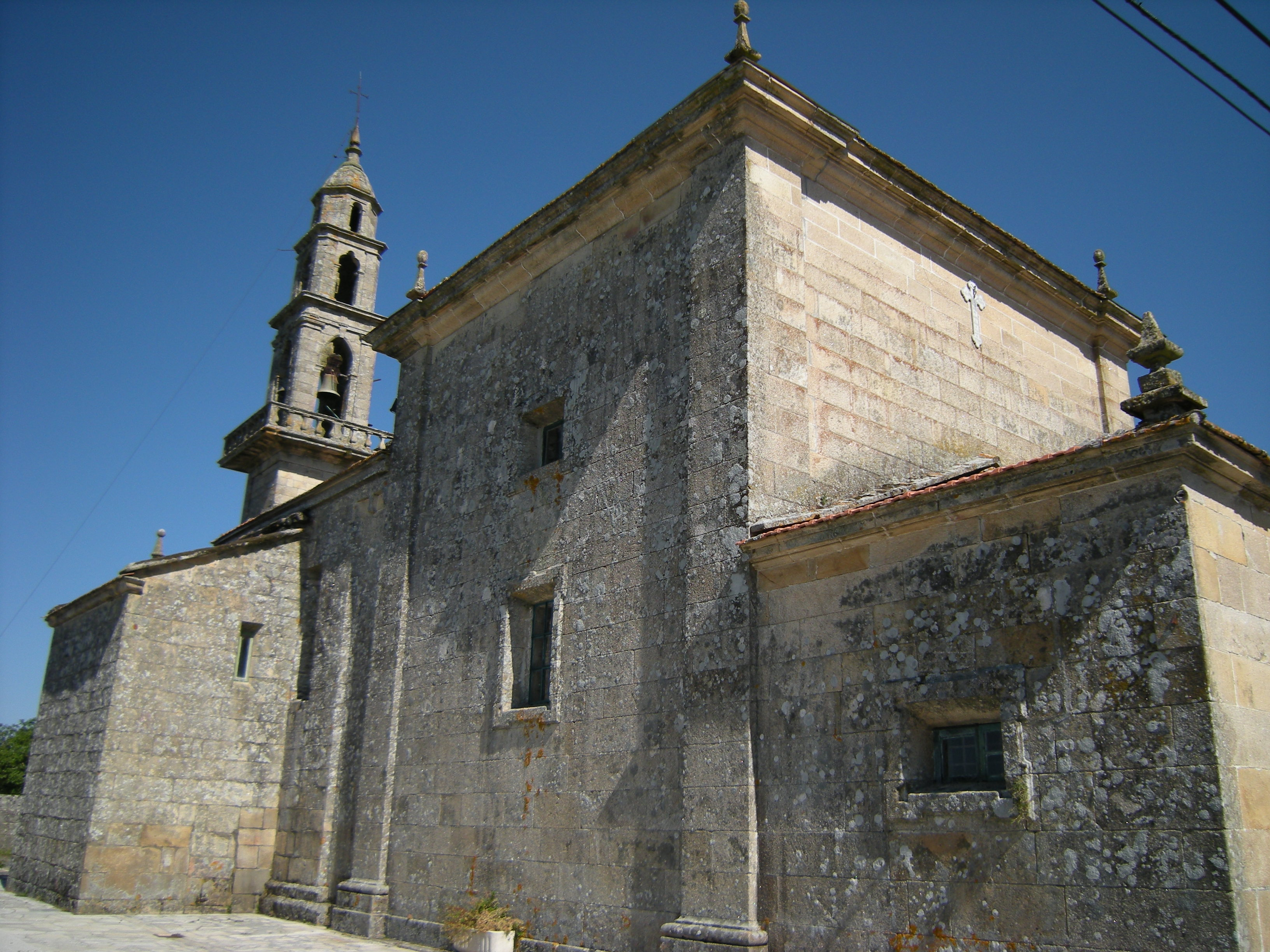
Jakobuskirche
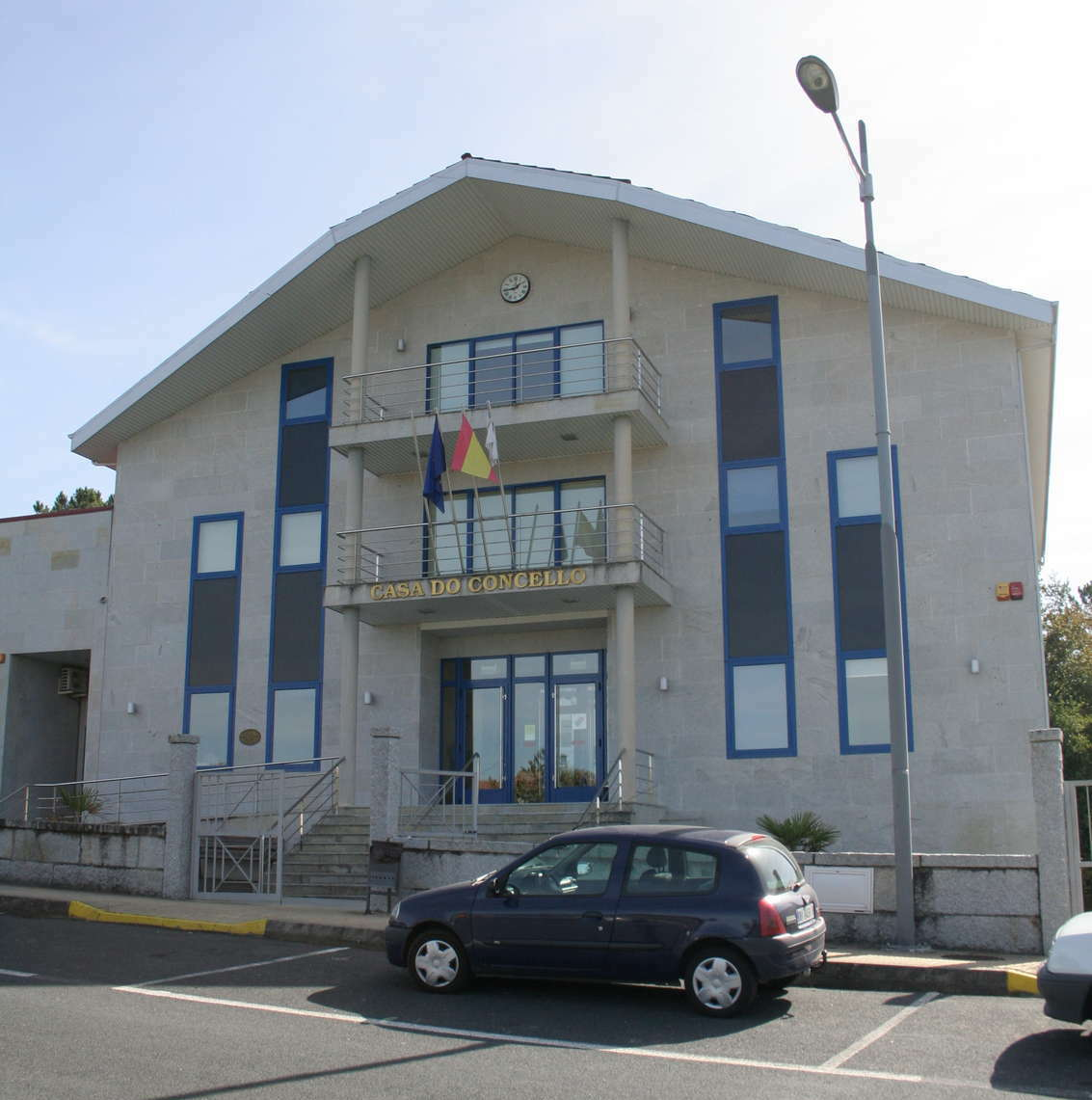
Rathaus